# Nakajima B5N

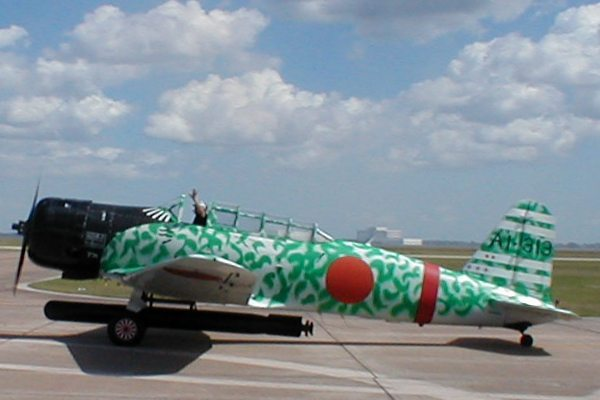
Von der Commemorative Air Force verwendete B5N2-Replika, 2004

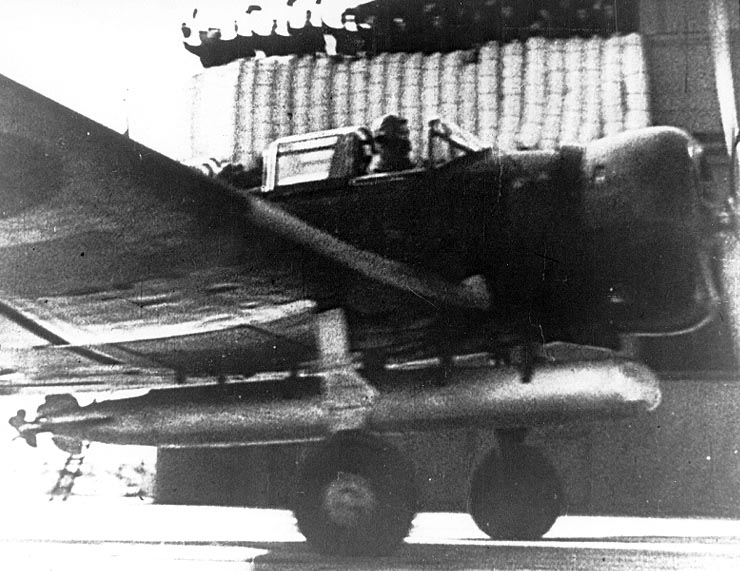
Nakajima B5N1 („Kate“) mit Torpedoattrappe für Trainingszwecke auf dem Flugzeugträger Akagi

Die Nakajima B5N (Codename der Alliierten: Kate) war ein japanischer Torpedobomber und Horizontalbomber aus der Zeit des Zweiten Weltkriegs.
Anders als seine veralteten Alliierten-Gegenstücke TBD Devastator und Fairey Swordfish war die B5N zu Beginn des Zweiten Weltkriegs (in der aktuellen Version B5N2) der seinerzeit modernste und leistungsstärkste Träger-Torpedobomber der Welt. Auf den größeren Flugzeugträgern wurde die Maschine erst Anfang 1944 gegen den Nachfolgetyp Nakajima B6N Tenzan („Jill“) ausgetauscht, auf den kleineren Trägern und von Landbasen aus blieb die B5N2 bis Kriegsende im Einsatz, zuletzt auch als Kamikazeflugzeug.

## Entwicklungsgeschichte und Einsatz
Die B5N wurde von einem Konstrukteursteam unter Leitung von Nakamura Katsuji nach der Marinespezifikation 10-Shi von 1935 entworfen und sollte die als Interimslösung eingeführten Doppeldecker vom Typ Yokosuka B4Y („Jean“) ersetzen. Intern wurde sie bei Nakajima als Type K bezeichnet und konnte sich gegen den Mitbewerber Mitsubishi B5M durchsetzen. Zu den Innovationen gehörten Fowler-Klappen und Verstellpropeller. Der erste Prototyp flog im Januar 1937, und die erste Serienversion B5N1 ging nach diversen Verbesserungen im November 1937 in Produktion mit der Alternativbezeichnung „Typ 97 Modell 1“ bzw. ab 1938 „Modell 11 Trägerangriffsbomber“. Ab 1939 wurden die ersten Trägerstaffeln auf den neuen Typ umgerüstet (Sōryū, folgend Hiryū).
Die B5N wurde parallel, zunächst überwiegend von Land aus, im Zweiten Japanisch-Chinesischen Krieg (1937–1945) eingesetzt. Insgesamt entstanden daraus keine Notwendigkeiten für größere Modifikationen, doch bot die allgemeine Entwicklung Anlass, die Motorleistung zu erhöhen. Hieraus entstand Ende 1939 das Modell 12 (oder im neuen japanischen Bezeichnungssystem: die B5N2), das bis auf den stärkeren 1000-PS-Motor „Nakajima Sakae 11“, einem etwas kleineren Propeller (teils mit Spinnerkappe) und die neue, schmalere Motorenverkleidung identisch mit dem Modell 11 war. Der Leistungszuwachs war wegen der gleichzeitigen Gewichtszunahme nicht bedeutend, doch war der neue Motor deutlich zuverlässiger, und die Sicht aus dem Cockpit wegen der schmaleren Verkleidung besser, so dass die Vorteile die Umstellung der Serienproduktion rechtfertigten. Bis zum Beginn des Pazifikkrieges im Dezember 1941 waren bis auf den Trainings- und Hilfsträger Hōshō alle Träger-Torpedobomber-Staffeln der japanischen Flottenflugzeugträger auf die B5N2 umgerüstet.
Die B5N2 wurden auch beim Angriff auf Pearl Harbor am 7. Dezember 1941 verwendet, wo sie u. a. das Schlachtschiff Arizona durch Bomben und weitere Schiffe durch Torpedos versenkten. Die B5N2 hatte auch Anteil bei den Erfolgen der japanischen Trägerwaffe während der großen Seeschlachten im Pazifik im Jahr 1942
Die B5N diente als Basis für den Nachfolger Nakajima B6N, sie selbst blieb bis Frühjahr 1944 auf den großen Flottenflugzeugträgern im Einsatz und diente danach als Zielflugzeug, zur U-Boot-Bekämpfung und in der Version B5N2-K als Trainer. Einige Maschinen erhielten Radargeräte und magnetische Anomalie-Detektoren. Jedoch blieb der Typ auch bis Ende 1944 noch im Fronteinsatz, vor allem von kleineren Flugzeugträgern und Landbasen aus. In der Seeschlacht in der Philippinensee im Juni 1944 waren auf den japanischen Flottenträgern Zuihō, Chiyoda und Chitose noch insgesamt 18 B5N2, vor allem als Aufklärer, an Bord. Die B5N2 waren zuletzt als Bomber an der erfolglosen Verteidigung der Philippinen im Oktober 1944 beteiligt. Die letzte Bordstaffel eines Flottenträgers war die im Oktober 1944 in der Schlacht von Cape Engano zur U-Boot-Jagd eingesetzte B5N2-Gruppe des Trägers Chiyoda; Chitose und Zuiho hatten im September 1944 schließlich auf B6N umgerüstet. Auf Geleitträgern blieb die B5N2 bis 1945 stationiert, ihre letzten aktiven Trägereinsätze fanden von der Kaiyo aus statt.
Insgesamt wurden 1149 Maschinen des Typs B5N aller Varianten gebaut. Heute existieren keine vollständigen Exemplare mehr. Allerdings wird momentan eine B5N2, die 2003 auf den Kurilen geborgen wurde, von einem britischen Privatsammler restauriert.

## Technische Daten

Dreiseitenansicht

| Kenngröße             | Daten Nakajima B5N2                                                              |
| --------------------- | -------------------------------------------------------------------------------- |
| Besatzung             | 3                                                                                |
| Länge                 | 10,30 m                                                                          |
| Spannweite            | 15,52 m                                                                          |
| Höhe                  | 3,70 m                                                                           |
| Flügelfläche          | 37,7 m²                                                                          |
| Flügelstreckung       | 6,4                                                                              |
| Leermasse             | 2.279 kg                                                                         |
| Startmasse            | 3.800 kg                                                                         |
| max. Startmasse       | 4.100 kg                                                                         |
| Antrieb               | ein Nakajima-Sakae-11-Sternmotor mit 1.000 PS (735 kW)                           |
| Höchstgeschwindigkeit | 378 km/h in 3.600 Meter Höhe                                                     |
| Dienstgipfelhöhe      | 8.260 m                                                                          |
| Reichweite            | 1.991 km                                                                         |
| Bewaffnung            | ein Typ 92 7,7-mm-MG, ein 800-kg-Torpedo oder diverse Bombenlasten bis zu 800 kg |